# Aquiles Baglietto
Aquiles Esteban Baglietto (Buenos Aires, 26 marzo 1909 – ...) è stato un calciatore argentino, di ruolo centrocampista.

## Caratteristiche tecniche
Giocava come centromediano.

## Carriera

### Club
Baglietto giocò con il Tigre l'ultima stagione dilettantistica argentina, e la prima professionistica. Nella Primera División 1931 giocò 20 gare per la formazione di Victoria, ricoprendo il ruolo di centromediano; inoltre, nel corso del torneo fu il primo giocatore ad abbandonare il campo per infortunio, alla 1ª giornata. Passò poi all'All Boys, con la cui divisa giocò una gara nella seconda serie argentina. Tornato al Tigre, vi rimase dal 1933 al 1936.

### Nazionale
Baglietto registrò due presenze con la maglia della Nazionale argentina: debuttò il 15 maggio 1932 contro l'Uruguay a Buenos Aires, e giocò il suo unico altro incontro il 18 maggio a Montevideo, sempre contro l'Uruguay.

## Statistiche

### Cronologia presenze e reti in Nazionale
| Cronologia completa delle presenze e delle reti in nazionale ― Argentina | Cronologia completa delle presenze e delle reti in nazionale ― Argentina | Cronologia completa delle presenze e delle reti in nazionale ― Argentina | Cronologia completa delle presenze e delle reti in nazionale ― Argentina | Cronologia completa delle presenze e delle reti in nazionale ― Argentina | Cronologia completa delle presenze e delle reti in nazionale ― Argentina | Cronologia completa delle presenze e delle reti in nazionale ― Argentina | Cronologia completa delle presenze e delle reti in nazionale ― Argentina |
| Data                                                                     | Città                                                                    | In casa                                                                  | Risultato                                                                | Ospiti                                                                   | Competizione                                                             | Reti                                                                     | Note                                                                     |
| ------------------------------------------------------------------------ | ------------------------------------------------------------------------ | ------------------------------------------------------------------------ | ------------------------------------------------------------------------ | ------------------------------------------------------------------------ | ------------------------------------------------------------------------ | ------------------------------------------------------------------------ | ------------------------------------------------------------------------ |
| 15/05/1932                                                               | Buenos Aires                                                             | Argentina                                                                | 2 – 0                                                                    | Uruguay                                                                  | Amichevole                                                               | 0                                                                        |                                                                          |
| 18/05/1932                                                               | Montevideo                                                               | Uruguay                                                                  | 1 – 0                                                                    | Argentina                                                                | Amichevole                                                               | 0                                                                        |                                                                          |
| Totale                                                                   |                                                                          | Presenze                                                                 | 2                                                                        |                                                                          | Reti                                                                     | 0                                                                        |                                                                          |